# 1956 год в истории метрополитена
В этой статье перечисляются основные  события из истории метрополитенов в 1956 году. Полужирным шрифтом выделены открытия новых транспортных систем.

## События
- 30 апреля — открытием станции «Пушкинская» завершено строительство первой очереди Ленинградского метрополитена. В городе на Неве теперь восемь станций.[1]
- 5 июля — станция «Завод имени Сталина» Московского метрополитена переименована в «Автозаводскую».
- Закрыт надземный метрополитен Ливерпуля (работал с 1893).
- Закрыто соединение главной линии Лондонского метрополитена в направлении Севен-Кингз.
- Закрыта линия Фултон-стрит, Би-эм-ти метрополитена Нью-Йорка.
- Начата эксплуатация  подвижного состава MP 55 в Парижском метрополитене, ставший первым поколением прорезиненного варианта многокомпонентных электрических агрегатов.